# Flughafen Arvidsjaur

i7
i11
i13
Der Flughafen Arvidsjaur (IATA-Code: AJR, ICAO-Code: ESNX) ist ein schwedischer Flughafen nahe der Kleinstadt Arvidsjaur in Lappland. Er wird vor allem im Winter angeflogen. Viele europäische PKW-Hersteller fliegen ihre Testfahrer dann zum Polarkreis, um Neuwagen zu testen.

## Fluggesellschaften und Ziele
Pro Sky bietet von Ende November bis Ende März in Kooperation mit Eurowings bis zu dreimal wöchentlich Direktflüge ab Köln und Stuttgart nach Arvidsjaur an. Zubringer-Flüge aus sechs europäischen Großstädten erweitern das Angebot. So können Passagiere bereits in Bremen, Düsseldorf, Hamburg, München, Wien und Zürich einchecken. Die Flugzeit von Köln bzw. Stuttgart nach Arvidsjaur in Schwedisch Lappland beträgt rund drei Stunden. Für Weihnachten und Silvester gibt es zusätzliche Flüge von Stuttgart via Hannover.
FlyCar GmbH bietet in den Wintermonaten in Zusammenarbeit mit TUIfly und anderen Airlines Direktflüge von den vier deutschen Flughäfen Hannover, Frankfurt-Hahn, Stuttgart und München nach Arvidsjaur an. Nextjet betrieb im Winterflugplan 2017/18 Direktflüge nach Gällivare, Lycksele und Stockholm-Arlanda. Die Flüge von Nextjet wurden am 16. Mai 2018 wegen Insolvenz des Unternehmens eingestellt. Von Hannover und Stuttgart bot Eurowings Direktflüge nach Arvidsjaur an. Ende 2019 gibt es ab Hannover keine buchbaren Direktflüge bei Eurowings. Seit dem Winter 2023/24 bietet die Kölner Airline LEAV Aviation Direktflüge von München nach Arvidsjaur an.

## Anfahrt
Der Flughafen liegt etwa 11 Kilometer außerhalb der Stadt.

## Ausbau
Die Startbahn des Flughafens wurde auf 2500 m verlängert.